# Paul Chavigny
Pour les articles homonymes, voir Chavigny.
Paul Marie Victor Chavigny, né le 13 mars 1869 dans le 6e arrondissement de Paris et mort le 1er mai 1949 à Saint-Germain-en-Laye, est un médecin militaire français, professeur de médecine légale à la Faculté de médecine de Strasbourg.

## Œuvres et publications
- Du délire fébrile, Lyon, 1892, In-4°.
- L'expertise des plaies par armes à feu, pistolets, revolvers, fusils, carabines, [avec la collaboration du Dr Dervieux et le concours du Dr Paul et de M. Berntheisel], Paris, J.-B. Baillière et fils, 1918, In-16, 343 p., fig.
- Psychologie de l'hygiène, Flammarion, coll. « Bibliothèque de philosophie scientifique », 1921
- Étude médico-légale sur la submersion, le charriage et la surnatation des cadavres dans les cours d'eau, les canaux, les lacs et les mers, Strasbourg, Éditions universitaires de Strasbourg, 1926, In-4, 59 p. avec illustrations.
- L'art de la conversation, Paris, Delagrave, 1934, In-16, 190 p.
- Sexualité et médecine légale, Paris, J.-B. Baillière et fils, 1939, In-8, 136 p.
- Le médecin comme chef, comme organisateur, Paris, J.-B. Baillière et fils, 1935.